# Mika Helander
Mika Helander, född 6 december 1967, är en finlandssvensk samhällsvetare och sociolog.

## Akademisk karriär
Helander avlade studentexamen 1986, politices magisterexamen 1991 och pol. licentiatexamen 1998. Han disputerade i sociologi vid Helsingfors universitet 2004. 
Under sin yrkeskarriär har Helander arbetat vid åtta olika universitet, både i Finland och utomlands. Han har även innehaft flera förtroendeuppdrag, bland annat som styrelsemedlem i Forskarförbundet. Helander har sedan 2014 arbetat som äldre universitetslektor i sociologi vid Åbo Akademi. 
Vid sidan av sin undervisning bedriver Helander forskning och är specialiserad på frågor som berör fackföreningsrörelsen, globalisering, arbetsmarknaden och arbetslivet. Helander har bland annat forskat om arbetskraftsinvandring, tillfälliga utländska arbetstagares erfarenheter av finländska arbetsvillkor, integrationen av invandrare på svenska och fackföreningars globaliseringsstrategier.
Helander har kommenterat arbetsmarknadsreformer, regeringens sysselsättningspolitik och strejkrätten i diverse medier.